# Kasukabe, Saitama

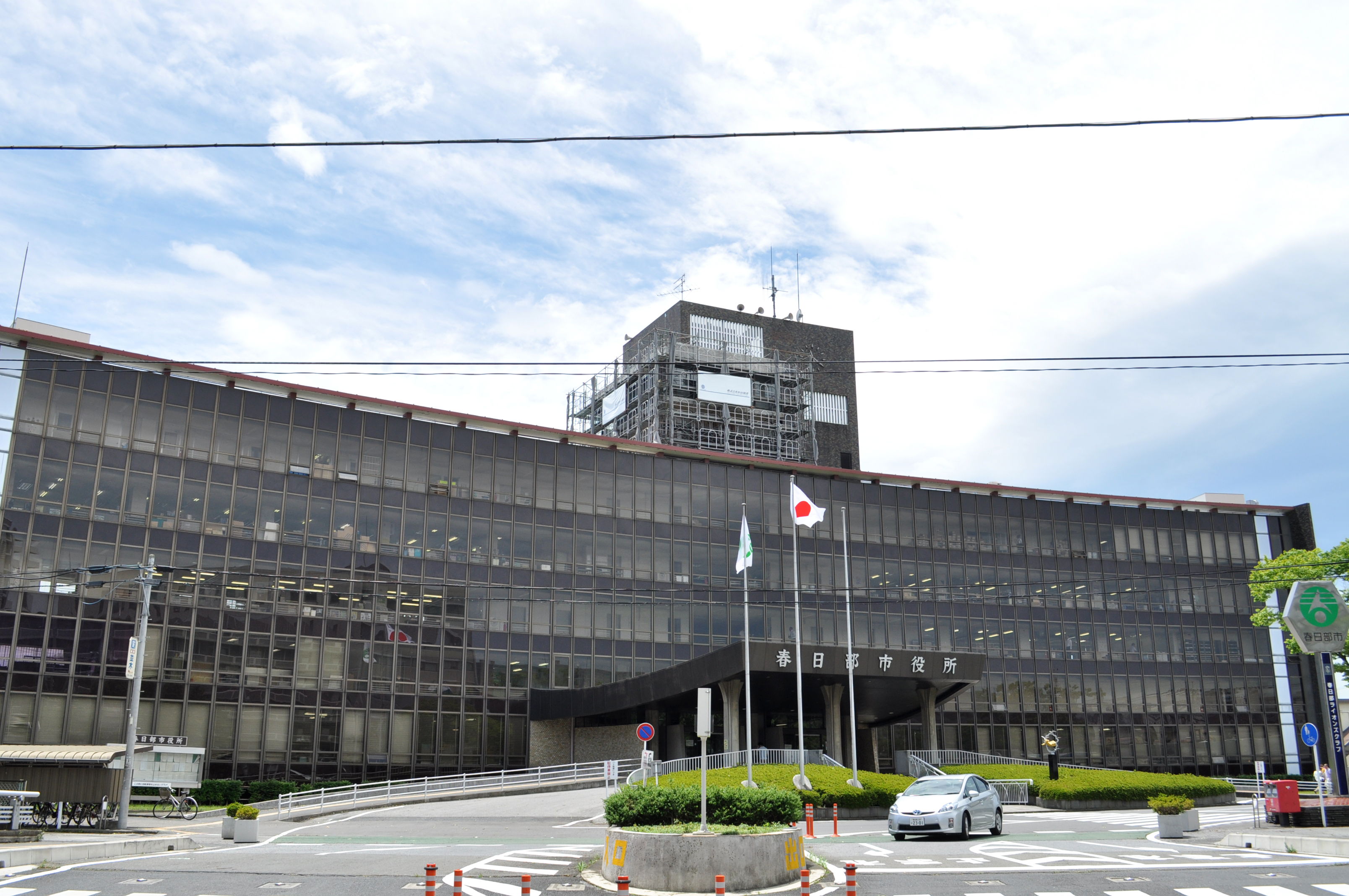
Tòa thị chính Kasukabe

Kasukabe (春日部市 Kasukabe-shi) là một thành phố, đô thị loại đặc biệt thuộc tỉnh Saitama, Nhật Bản. Tính đến ngày 1 tháng 2 năm 2021, thành phố có dân số ước tính khoảng 233.278 người với 108.328 hộ gia đình, đạt mật độ khoảng 3.500 người trên mỗi kilômét vuông. Diện tích toàn thành phố là 66,00 kilômét vuông (25,48 dặm vuông Anh). Kasukabe nổi tiếng với nghề sản xuất kiri-tansu (桐箪笥), đây là những chiếc tủ tansu truyền thống được làm từ gỗ hông. Giá trị văn hóa và kinh tế của loại gỗ này được thể hiện thông qua việc được chọn làm loài cây biểu tượng chính thức của thành phố.

## Địa lý
Kasukabe nằm ở vùng cực đông của tỉnh Saitama, nằm giữa hai cao nguyên Shimōsa và Ōmiya, được ngăn cách bởi vùng đất trũng Nakagawa cùng dòng sông Edogawa. Phần lớn khu vực phía đông thành phố vẫn giữ được nét nông thôn truyền thống, nơi có những cánh đồng lúa rộng lớn nhất tỉnh Saitama.

### Đô thị lân cận
- Tỉnh Chiba
  - Noda
- Tỉnh Saitama
  - Koshigaya
  - Matsubushi
  - Miyashiro
  - Saitama
  - Shiraoka
  - Sugito

### Khí hậu
Kasukabe có khí hậu cận nhiệt đới ẩm (theo phân loại Köppen: Cfa), đặc trưng bởi mùa hè nóng ẩm và mùa đông mát mẻ với rất ít hoặc hầu như không có tuyết rơi. Nhiệt độ trung bình trong năm ở Kasukabe vào khoảng 14,5 °C (58,1 °F). Lượng mưa trung bình hàng năm đạt khoảng 1.408 milimét (55,4 in), trong đó tháng 9 là tháng mưa nhiều nhất. Tháng 8 là thời điểm nóng nhất trong năm, với nhiệt độ trung bình khoảng 26,3 °C (79,3 °F), trong khi tháng lạnh nhất là tháng 1, với nhiệt độ trung bình khoảng 2,8 °C (37,0 °F).

## Giao thông

### Đường sắt
Đường sắt Tōbu - Tuyến Tobu Skytree
- Takesato -  Ichinowari - Kasukabe - Kita-Kasukabe

 Đường sắt Tōbu -  Tuyến Công viên Đô thị Tobu
- Toyoharu - Yagisaki - Kasukabe - Fujino-ushijima - Minami-Sakurai

### Đường bộ
- Quốc lộ 4
- Quốc lộ 16

## Thành phố kết nghĩa
- Pasadena, California, Hoa Kỳ, trở thành thành phố kết nghĩa với thành phố Kasukabe từ ngày 3 tháng 7 năm 1993. Vào mỗi dịp mùa hè hàng năm, Hội Doanh nhân Trẻ Pasadena tổ chức một chương trình trao đổi, luân phiên hằng năm giữa cư dân của hai thành phố, người dân của Kasukabe sẽ sang thăm Pasadena và cư dân của Pasadena sẽ thăm Kasukabe vào mùa hè của năm kế tiếp.[3][4]
- Fraser Coast Region, tiểu bang Queensland, Úc trở thành thành phố kết nghĩa với thành phố Kasukabe từ ngày 29 tháng 4 năm 2007.[5]

## Trong văn hóa đại chúng
Thành phố Kasukabe được sử dụng làm bối cảnh chính trong hai bộ manga và anime nổi tiếng là Lucky Star và Shin – Cậu bé bút chì.

### Shin – Cậu bé bút chì
Thành phố Kasukabe được sử dụng làm bối cảnh chính của loạt manga, anime nổi tiếng Shin – Cậu bé bút chì. Đây là một địa danh có thật, nơi nhiều khung cảnh được tái hiện trong phim — từ siêu thị, cửa hàng bách hóa đến các khu dân cư đều được xây dựng dựa trên những địa điểm có thật ngoài đời tại Kasukabe. Tác giả của bộ truyện, ông Usui Yoshito đã từng sinh sống tại đây và ông lấy cảm hứng từ chính tuổi thơ của mình ở Kasukabe để sáng tạo nên thế giới của cậu bé Shin-chan. Nhờ sự gắn bó sâu sắc giữa tác phẩm và thành phố, nhiều địa điểm xuất hiện trong truyện được phỏng theo cảnh vật thực tế, tạo nên cảm giác gần gũi và chân thực. Ngày nay, Kasukabe đã trở thành điểm đến hấp dẫn đối với người hâm mộ Shin – Cậu bé bút chì, với nhiều địa danh và hoạt động du lịch gắn liền với bộ manga và anime này.